# Награда Капетан Миша Анастасијевић
Награда „Капетан Миша Анастасијевић" је годишња награда која се додељује за најуспешније појединце, предузетнике и институције у Јужно банатском региону. Ова награда се додељује у Новом Саду у току манифестације „Пут ка врху“ чији је циљ да подстиче и афирмише предузетништво у Србији.
Награда реализују агенција за тржишне комуникације Медија Инвент, Телевизија Нови Сад, Привредна комора Војводине и Факултет техничких наука Нови Сад
Лауреат је:
- 2005 – Компанија „Гранд пром“. Ова компанија је шести добитник по реду од када се награда додељује.
- 2011 – Милица Иркић власница предузећа „Ирком“ добитница је nаграде „Нај жена у бизнису 2011".
- 2011 – „Јастреб д.о.о.“ Нови Сад је добитник награде за квалитет у пословању.
- 2016 – епископ зворничко-тузлански Хризостом Јевић, градоначелник Бијељине Мићо Мићић, амбасадор Руске Федерације у БиХ Петар Иванцов, Педагошки факултет у Бијељини, проф. др Десанка Тракиловић, Шведска агенција за међународни развој и сарадњу, начелник општине Угљевик Василије Перић, председник ФК „Радник“ Бијељина Младен Крстајић, Завичајно удружење „Пријатељи Илијаша“ Бијељина и други.[1] Осим тога, додељена су и 24 признања за најуспешније у Србији у току 2015. године, међу добитницима су Александар Вучић, Мирослав Лазански, Мира Адања Полак, Математичка гимназија и други.[2]
- 2018 – Милорад Вучелић, Даница Грујичић,[3] Ивица Дачић[4]
- 2019 – Марко Бумбаширевић, Клинички центар Србије, Сања Вранеш.[5]
- 2020 – Љубица Васиљевић[6]
- 2021 – патријарх српски Порфирије, Чен Бо амбасадорка Кине, др Даница Грујичић, др Горан Стевановић, др Ана Шијачки, др Јоргованка Табаковић, професор др Звонко Гобељић, Бошко Вучуревић, Бранка Красавац, Санда Савић,[7][8] Младен Василић[9], Данијела Давидов Кесар[10], Марија Здравковић, Милован Бојић,[11] Василије Перић[12], Радован Вишковић, Александар Вулин[13].
- 2022 — Ана Брнабић, Жељка Цвијановић[14]